# 해맞이축구장
해맞이축구장(해맞이蹴球場, Haemaji Football Field)은 대한민국 영덕군에 있는 축구 경기장이다.

## 참고 문헌
- 《전국 공공체육 시설 현황 (2017년말 기준)》. 대한민국 문화체육관광부. 2019. 2020년 7월 16일에 원본 문서에서 보존된 문서. 2019년 5월 28일에 확인함.